# سید حسام هاشمی
سید حسام هاشمی (زادهٔ ۱۳۲۷) سرتیپ ارتش جمهوری اسلامی ایران است، که از سال ۱۳۸۳ تا ۱۳۹۱ ریاست دفتر عمومی حفاظت اطلاعات ستاد کل نیروهای مسلح را برعهده داشت و هم‌اکنون به‌عنوان مشاور و رئیس شورای سیاست‌گذاری فرمانده کل نیروهای مسلح در امور حفاظت اطلاعات فعالیت می‌کند. وی در سال ۱۳۴۹ فعالیت رسمی در ارتش شاهنشاهی ایران را آغاز کرد. هاشمی در خلال جنگ ایران و عراق از اعضای نیروی زمینی ارتش بود. وی سابقه فرماندهی لشکر ۷۷ پیاده خراسان، گروه ۳۳ توپخانه سنندج و قرارگاه منطقه‌ای شمال‌غرب نزاجا را در کارنامه شغلی خود دارا می‌باشد.